# Parahollardia
Parahollardia är ett släkte av fiskar. Parahollardia ingår i familjen Triacanthodidae.
Kladogram enligt Catalogue of Life:
| Parahollardia | \| \| Parahollardia lineata \| \| \| \| \| \| Parahollardia schmidti \| \| \| \| |
|               | \| \| Parahollardia lineata \| \| \| \| \| \| Parahollardia schmidti \| \| \| \| |
|               | Atrophacanthus                                                                   |
|               |                                                                                  |
|               | Bathyphylax                                                                      |
|               |                                                                                  |
|               | Halimochirurgus                                                                  |
|               |                                                                                  |
|               | Hollardia                                                                        |
|               |                                                                                  |
|               | Johnsonina                                                                       |
|               |                                                                                  |
|               | Macrorhamphosodes                                                                |
|               |                                                                                  |
|               | Mephisto                                                                         |
|               |                                                                                  |
|               | Paratriacanthodes                                                                |
|               |                                                                                  |
|               | Triacanthodes                                                                    |
|               |                                                                                  |
|               | Tydemania                                                                        |
|               |                                                                                  |
|               | Parahollardia lineata                                                            |
|               |                                                                                  |
|               | Parahollardia schmidti                                                           |
|               |                                                                                  |

|  | Parahollardia lineata  |
|  |                        |
|  | Parahollardia schmidti |
|  |                        |